# Стрельба в Альбертском университете
Стрельба в Альбертском университете произошла 15 июня 2012 года в полночь. 21-летний охранник Трэвис Баумгартнер застрелил четверых коллег и угнал бронированный грузовик с деньгами. Он был арестован на следующий день в Британской Колумбии при попытке пересечь границу США.

## Ход событий
Через несколько минут после полуночи 15 июня 2012 года Трэвис Брэндон Баумгартнер застрелил своих коллег при обходе и пополнении банкоматов. Он открыл огонь по трём сотрудникам G4S Cash Solutions из револьвера 38 калибра, когда они вошли в хранилище, а затем направился к грузовику и выстрелил в последнего. Среди убитых были 35-летний Брайан Илесик, 39-летний Эдгардо Рехано и 26-летний Мишель Шегельски; четвёртый охранник, Мэтью Шуман, получил тяжёлую черепно-мозговую травму.
Баумгартнер оставил деньги у матери и двух друзей. Скрываясь в доме друга, он уничтожил свой мобильный телефон, чтобы его не отследили по устройству. Увидев новости в СМИ, друзья сообщили в полицию и вернули деньги. Баумгартнер оставил 64 тысячи долларов на кухонном столе своей матери, а затем покинул Эдмонтон. Он поменял номера на машине, взяв другие с автомобиля матери, и уехал в курортный город Банф. Там он выбросил оружие и бронежилет в реку и направился к границе Соединённых Штатов. 16 июня 2012 года, в 16:08 (UTC−6:00), Баумгартнера арестовала Погранично-таможенная служба США, когда он пытался пересечь границу в порту Линдон недалеко от Лэнгли. При нём было 333 580 долларов наличными.
9 сентября 2013 года Баумгартнер признал себя виновным в убийстве троих коллег и покушении на четвёртого. 11 сентября помощник главного судьи Джон Рук приговорил его к 40 годам тюремного заключения без возможности условно-досрочного освобождения.